# Kato Nevrokopi

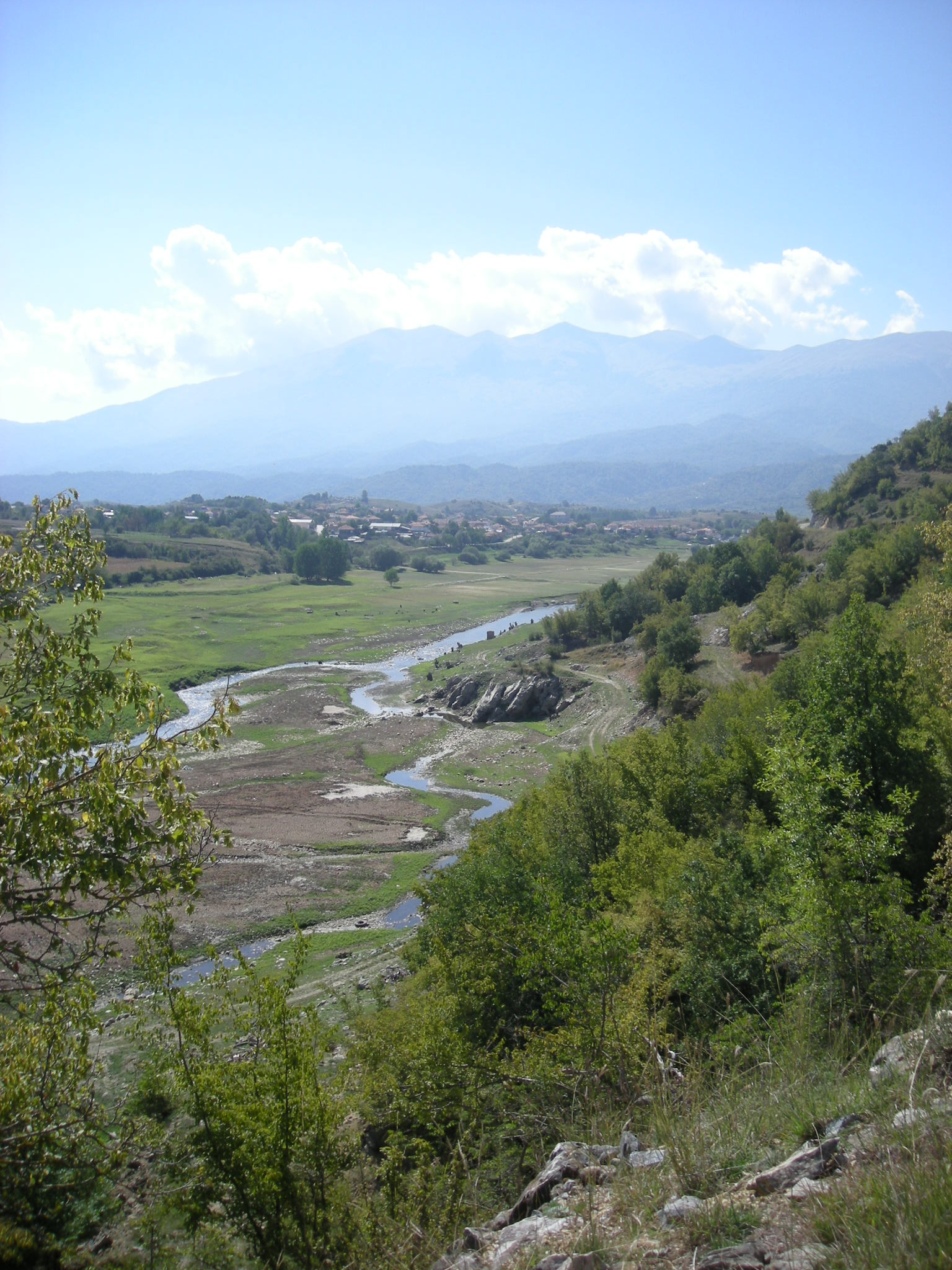
Vista de Potamoí desde la ermita de San Rafael.

Kato Nevrokopi (en griego Κάτω Νευροκοπιού, 'Kato Nevrokopiú') es un municipio de la Unidad periférica de Drama (Grecia). Se conoce a la región por sus bajas temperaturas durante el invierno y por sus famosos productos agrícolas como las patatas y las judías. El área tiene varias atracciones turísticas: el centro de esquí de Falakro, el asentamiento tradicional de Granitis, el búnker histórico de Lise, los lagos artificiales de Lefkógeia y Potamoí, las senderos espectaculares en los bosques, las viejas iglesias. Los senderos ofrecen vistas panorámicas excelentes. La mayores localidades son Kato Nevrokopi (la capital del municipio, 2.072 hab.), Vólakas (1.190), Perithori (833), Levkógeia (573), Kato Vrontoú (528), y Ojiró (510). En el territorio del municipio se encuentran también varios pueblos abandonados, entre ellos  Monastiri y Mavrojori.

## Personajes ilustres
- Armen Kouptsios, héroe de la lucha macedonia (1904-1908)